# John C. Meyer

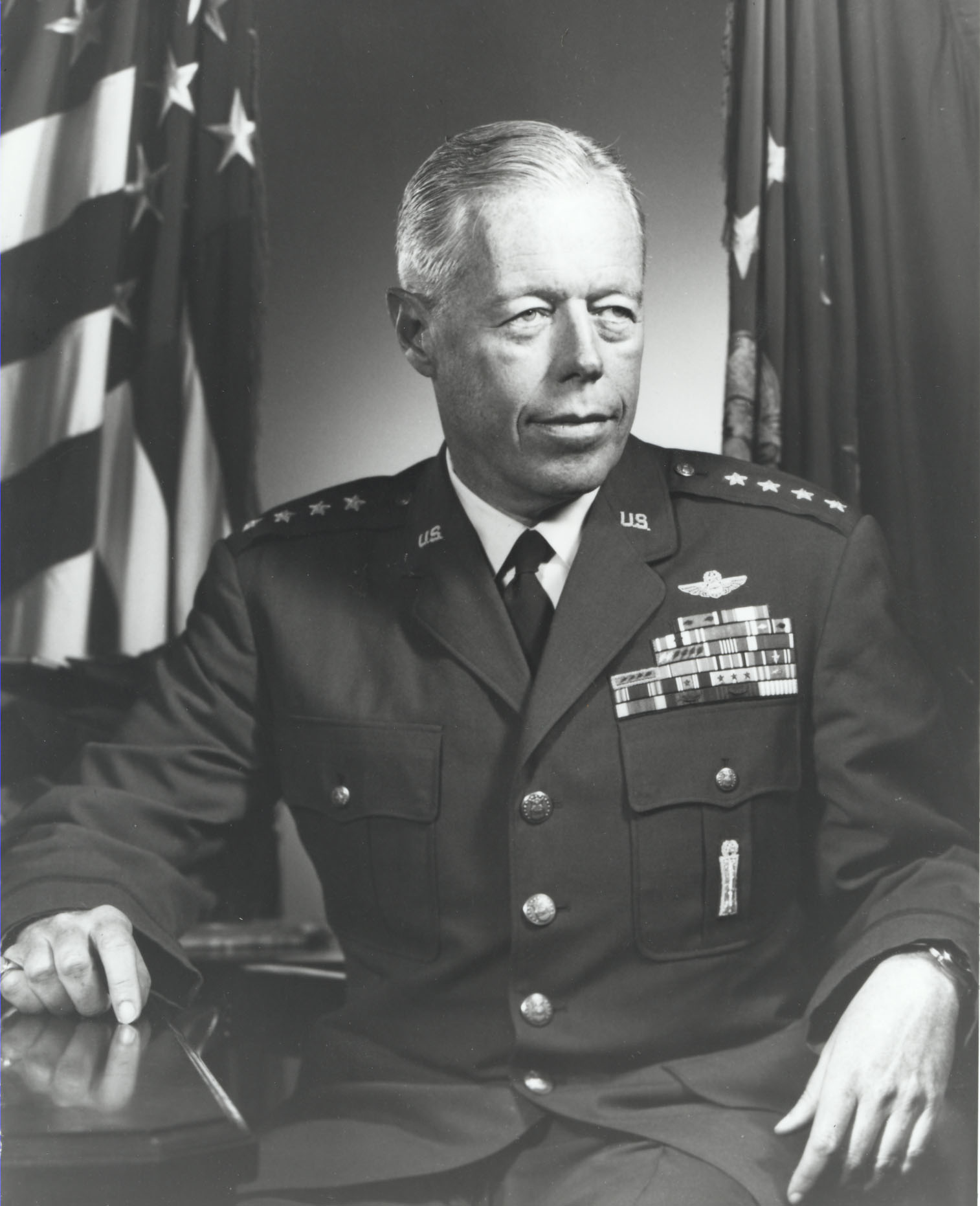
General John C. Meyer

John Charles Meyer (* 3. April 1919 in Brooklyn, New York City; † 2. Dezember 1975 in Los Angeles) war ein US-amerikanischer Offizier des US Army Air Corps USAAC, der US Army Air Forces USAAF sowie zuletzt der US Air Force USAF, der unter anderem als General zwischen 1969 und 1972 Vize-Chef des Generalstabes der US Air Force (Vice Chief of Staff of the Air Force) sowie von 1972 bis 1974 Kommandierender General des Strategischen Luftkommandos SAC (Strategic Air Command) war.

## Leben

### Offizier, Zweiter Weltkrieg und Koreakrieg

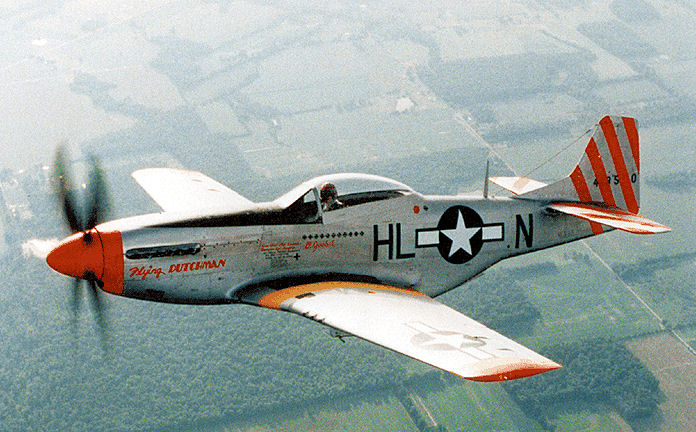
Als Pilot eines North American P-51 „Mustang“-Jagdflugzeuges war Oberstleutnant Meyer einer der erfolgreichsten US-amerikanische Jagdflieger auf dem europäischen Kriegsschauplatz.

John Charles Meyer absolvierte nach dem Besuch von Schulen in New York ein Studium im Fach Politische Geographie am Dartmouth College, welches er mit einem Bachelor of Arts (B.A. Political Geography) beendete. Im November 1939 trat er in US Army Air Corps USAAC und wurde nach seiner Pilotenausbildung im Juli 1940 zum Leutnant (Second Lieutenant) befördert. Nach verschiedenen fliegerischen Verwendungen wurde er nach dem Eintritt der Vereinigten Staaten in den Zweiten Weltkrieg am 11. Dezember 1941 nach dem japanischen Angriff auf Pearl Harbor zu der im Vereinigten Königreich stationierten Achten Luftflotte (Eighth Air Force) versetzt, wo er als Oberstleutnant (Lieutenant Colonel) Kommandeur der 487. Jagdfliegerstaffel (487th Fighter Squadron) war. Im November 1944 wurde er stellvertretender Kommandeur der 352. Jagdfliegergruppe (352d Fighter Group) und einer der erfolgreichsten US-amerikanische Jagdflieger auf dem europäischen Kriegsschauplatz, der als Pilot eines North American P-51 „Mustang“-Jagdflugzeuges auf 24 bestätigte Luftsiege und weitere 13 ½ zerstörte feindliche Flugzeugen am Boden kam. Bei Kriegsende hatte er 200 Kampfeinsätze mit 462 Flugstunden absolviert und wurde unter anderem für Kampfeinsätze am 8. Mai 1944, 11. September 1944 und 1. Januar 1945 drei Mal mit dem Distinguished Service Cross ausgezeichnet.
1948 wurde Meyer vom damaligen Staatssekretär für die Luftstreitkräfte (US Secretary of the Air Force) Stuart Symington zu dessen Hauptansprechpartner für Kontakte zum US-Repräsentantenhaus ernannt. Im Juni 1950 kehrte er zu einer taktischen Flugeinheit zurück, als er Kommandeur der 4. Jagdfliegergruppe (4th Fighter Group) auf der New Castle Air Base wurde. Während des Koreakrieges wurde er nach Südkorea versetzt, wo er mit seiner mit North American F-86 „Sabre“-Jagdflugzeugen ausgestatteten Gruppe Kampfeinsätze während der Ersten UN-Gegenoffensive und der nordkoreanisch-chinesischen Frühjahrsoffensive flog und dabei zwei Mikojan-Gurewitsch MiG-15-Jagdflugzeuge zerstörte.

### Aufstieg zum General

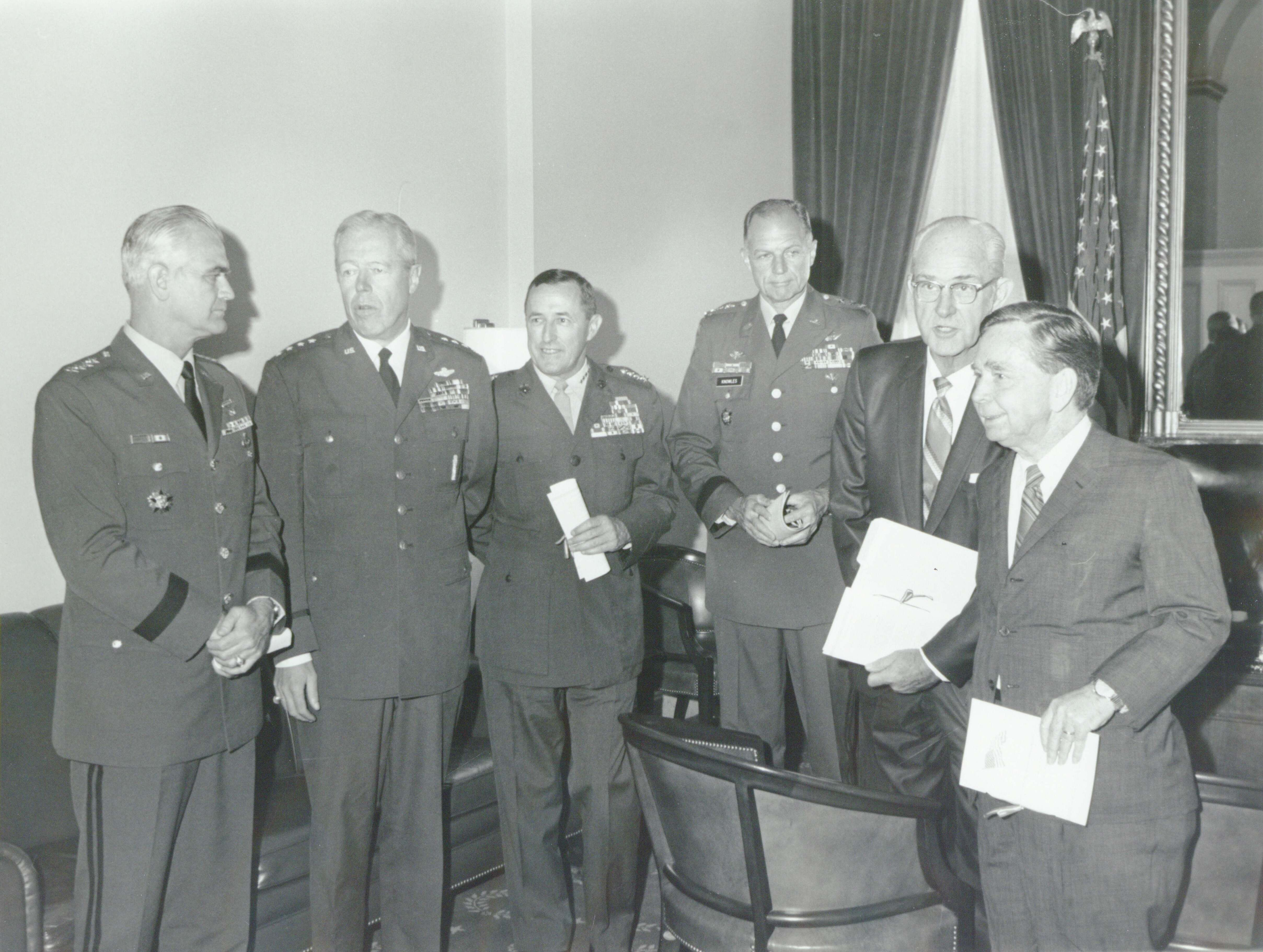
General Meyer (2.v.l.) mit dem Chief of Staff of the Army General William Westmoreland (links) und dem Sprecher des Repräsentantenhauses Carl Albert (rechts) beim Flag Day (14. Juni 1971)

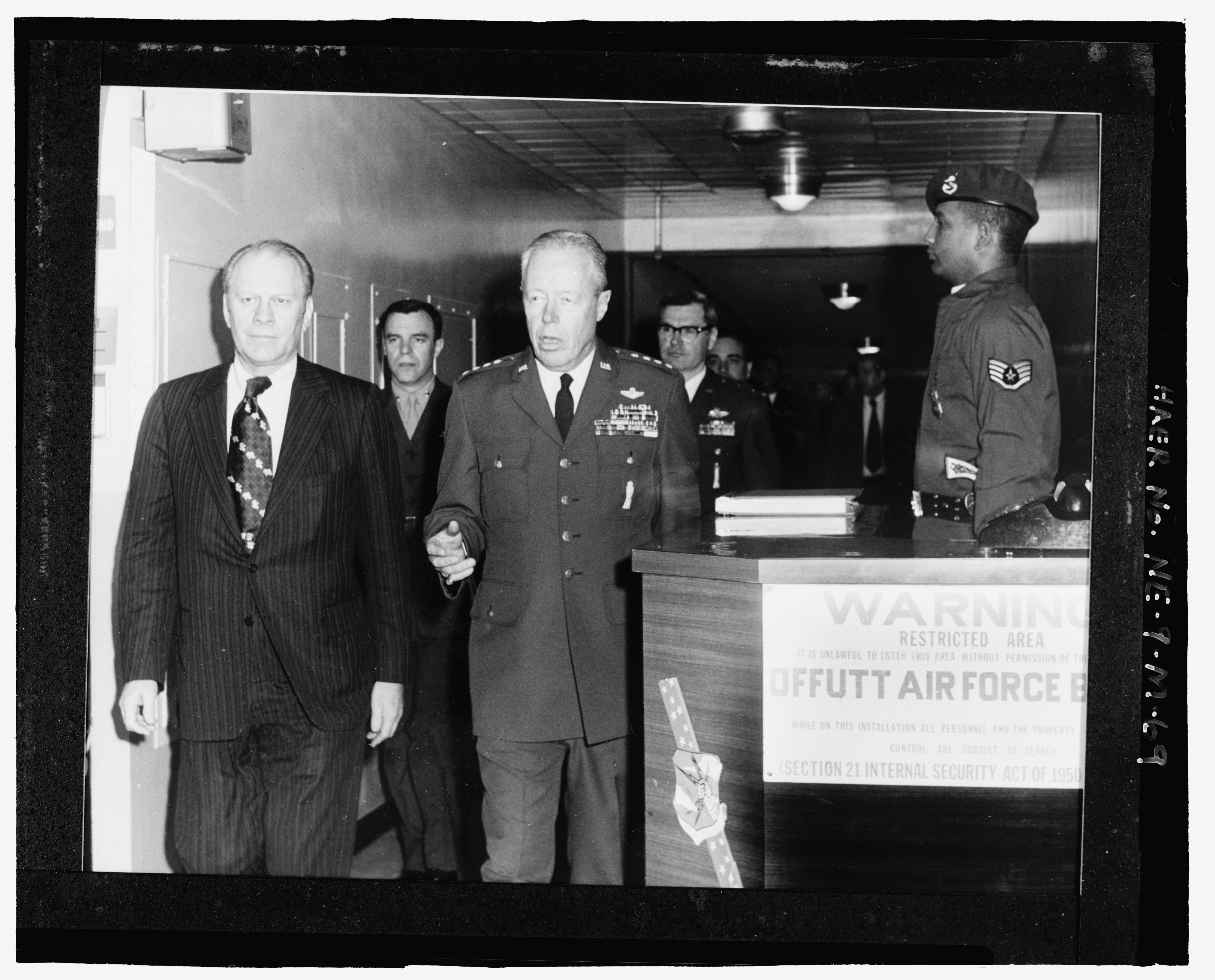
General Meyer mit dem damaligen US-Vizepräsidenten Gerald Ford bei dessen Besuch beim Strategischen Luftkommando (Strategic Air Command) (1974).

Nach Verwendungen als Direktor für Operationen des Luftverteidigungskommandos ADC (Air Defense Command) und des Kontinentalen Luftverteidigungskommandos CONAD (Continental Air Defense Command) absolvierte John C. Meyer einen Lehrgang am USAF Air War College auf der Maxwell Air Force Base. Nachdem er diesen im Juni 1956 abgeschlossen hatte, verblieb er zunächst als Instrukteur an diesem College und wurde daraufhin zum Strategischen Luftkommando SAC (Strategic Air Command) versetzt, wo er Kommandeur von zwei Luftdivisionen im Nordosten der USA war. Im Juli 1962 wechselte er in das Hauptquartier des SAC auf der Offutt Air Force Base und war dort sowohl stellvertretender Direktor für Planungen als auch Vertreter des Kommandierenden Generals des SAC, General Thomas S. Power, im Gemeinsamen Planungsstab für strategische Ziele (Joint Strategic Target Planning Staff). Im November 1963 wurde er Kommandeur der zum Taktischen Luftkommando TAC (Tactical Air Command) gehörenden und auf der James Connally Air Force Base stationierten Zwöflten Luftflotte (Twelfth Air Force), die taktische Lufteinheiten für gemeinsame Logistik- und Luftnahunterstützungstrainings mit in der westlichen Hälfte der Vereinigten Staaten stationierten Bodeneinheiten der Armee zur Verfügung stellte. Im Februar 1966 wurde er zum Vereinigten Generalstab JCS (Joint Chiefs of Staff) versetzt und war dort zunächst stellvertretender Direktor sowie danach Vizedirektor, ehe er im Mai 1967 Direktor für Operationen des Vereinigten Stabes (Joint Staff) wurde.
Anschließend übernahm Meyer am 1. August 1969 von General John D. Ryan das Amt als Vize-Chef des Generalstabes der US Air Force (Vice Chief of Staff of the Air Force) und verblieb in dieser Verwendung bis zum 30. April 1972, woraufhin General Horace M. Wade ihm nachfolgte. Er selbst löste am 1. Mai 1972 General Bruce K. Holloway als Kommandierender General des Strategischen Luftkommandos SAC (Strategic Air Command) auf der Offutt Air Force Base ab und wurde zugleich Direktor des Gemeinsamen Planungsstabes für strategische Ziele. Das SAC war die größte nukleare Abschreckungseinheit des Landes mit Bombern, Tankflugzeugen, Aufklärungsflugzeugen und Interkontinentalraketen, während der Joint Strategic Target Planning Staff die Atomkriegspläne koordinierte und den Einzelnen integrierten Operationsplan (Single Integrated Operations Plan) entwickelte. Er war zuständig für die „Operation Linebacker II“, ein strategisches Bombardement, das die Siebte Luftflotte (Seventh Air Force) und die Task Force 77 der US Navy in der Endphase des Vietnamkrieges gegen Ziele in Nordvietnam ausführten. Die Kampfhandlungen dauerten vom 18. bis zum 29. Dezember 1972, weshalb sie auch „December Raids“ und „Christmas Bombings“ genannt werden. Den Posten als Kommandierender General des Strategischen Luftkommandos SAC hatte er bis zu seinem Ausscheiden aus dem aktiven Militärdienst am 31. Juli 1974 inne, woraufhin General Russell E. Dougherty ihn ablöste.
Aus seiner 1945 geschlossenen Ehe mit Mary J. Moore Meyer (1921–1995) ging der Sohn Peter James Meyer (1946–1966) hervor. Nach seinem Tode am 2. Dezember 1975 wurde er auf dem Nationalfriedhof Arlington beigesetzt.

## Auszeichnungen
Auswahl der Dekorationen, sortiert in Anlehnung an die Order of Precedence of the Military Awards:
- Distinguished Service Cross (3 ×)
- Air Force Distinguished Service Medal (2 ×)
- Silver Star (2 ×)
- Legion of Merit
- Distinguished Flying Cross (7 ×)